# Свято-Духовская церковь (Московский кремль)
Свято-Духовская церковь — утраченная соборная церковь во имя Сошествия святого Духа в Московском кремле.

## История
В начале апреле 1681 года состоялось распоряжение царя Фёдора Алексеевича относительного того, чтобы на площадке, над Рождественской церкви и над её трапезной сделать Свято-Духовскую церковь. В этом же месяце вторым распоряжением указывалось сделать местным мастерам деисусные иконы.
В этом же году Соборная церковь во имя Сошествия Святого Духа была устроена при перестройке Рождественской церкви в 1681-1684 годах и располагалась на площадке в соответствии с царским распоряжением.
Никаких других сведений о сей церкви не сохранилось. Вероятно, что известия о причте заканчиваются в 1685 году можно предположить, что она в этом году была разобрана, вероятно, что для расширения жилых помещений теремного дворца.

## Архитектура
По утверждённому плану церковь была: алтарь — тройной, в две сажени без трети, церковь — 3 сажени, трапезная — 5 сажен, вышина в алтаре и трапезной по 2 сажени, высота в церкви  — 5 сажен. На церкви были сделаны 5 глав и гзымзы (карниз, украшение полочкой, приполок) и шеи ценинные (многоцветная поливная керамика), из готовых образцов, всё против глав Евдокиевской церкви. С северной стороны велено было сделать к церкви придел с трапезною — длиною против верхней церкви, шириной 2 сажени, вышиною по размеру. С южной стороны паперть на столпах с перилами. В церкви и трапезных полы велено на мостить дубовым кирпичом (объёмные бруски из дуба, в виде кирпича) на извести. На и под папертью, где планировался проход, выслать пол лещадьми в шахматы и залить смолою. Окон и дверей планировалась наделать сколько понадобится и всё сделать в отделку и левкасом подмазать, а с лица выбелить.